# MTV Movie & TV Awards
Los MTV Movie & TV Awards (originalmente MTV Movie Awards) son unos premios cinematográficos y televisivos otorgados anualmente por la cadena de televisión MTV desde 1992. Los diversos ganadores de cada categoría son elegidos por el público en general a través del sitio web oficial de la televisora; previo a la votación, un panel especial integrado por miembros de Tenth Planet Productions selecciona a los nominados. Un rasgo característico de cada ceremonia es la introducción de parodias hechas a las películas más populares del momento, usando para ello algunos segmentos del filme respectivo con los que diferentes actores y artistas interactúan en un tono cómico y simplista. Otra característica de este evento, es el nivel de vulgaridad utilizado en el desarrollo de los entretiempos, rozando el límite de la ridículez, situaciones que se ven reforzadas a veces con interacciones de los participantes que realizan burdas actuaciones en los escenarios.
Originalmente, la entrega se transmitía en vivo por canales pay-per-view, teniendo una disponibilidad limitada para las ciudades más importantes del mundo. A partir de 2007, la ceremonia de premiación es televisada, unos días después de su realización, por el canal mencionado. Originalmente, los MTV Movie Awards premiaban únicamente películas, pero en 2017 la premiación empezó a reconocer también las series y sufrió un cambio de nombre para atraer más audiencia.

## Características
Los premios MTV Movie Awards tienen como intención premiar a las películas que no fueron enlistadas para figurar entre las nominaciones de la AMPAS.
Además anualmente, desde 1995, son realizadas parodias de filmes populares en la temporada, realizando un montaje de audio y video, con tal de sustituir a los verdaderos actores del reparto por los conductores de la respectiva ceremonia logrando elaborar una predeterminada secuencia con múltiples escenas generalmente graciosas y entretenidas -la cual es mostrada durante el evento formal de condecoración -.

## Nominaciones
Las selecciones para decidir quiénes estarán nominados en cada categoría a premiar, son realizadas por un comité especial conformado por la compañía productora Tenth Planet Productions -encabezada por el también creador de estos premios, Joel Gallen -. Mientras tanto, los ganadores son elegidos por las votaciones electrónicas realizadas por los televidentes en la página oficial en internet de la cadena MTV.

### Categorías
- Mejor película
- Mejor actor
- Mejor actriz
- Mejor actriz revelación
- Mejor actor revelación
- Mejor dúo en pantalla
- Mejor villano
- MTV Movie Awards por Mejor Actuación Cómica
- Mejor Canción de Película (Mejor Actuación Musical)
- Mejor Beso
- Mejor Cameo
- Mejor Escena de Acción
- Mejor Pelea
- Mejor Aparición Aterradora
- Mejor película veraniega que aún no se ha estrenado
- Mejor nuevo realizador
- MTV Movie Awards por Mejor Desempeño
- Mejor aparición virtual
- Tu mejor realizador MTV en Campus (2007)
- Premio Generación MTV (2007):* Ha sido otorgado a diversos personajes y actores desde su creación -entre ellos se encuentran galardonados los ficticios Godzilla, Jason Voorhees y Chewbacca, mientras que Jackie Chan, Tom Cruise, Jim Carrey, Spike Lee, Ben Stiller, Sandra Bullock y Johnny Depp,  conforman a las celebridades premiadas.

## Cronología
| Año  | Conductor(es)                         | Mejor película                                      | Mejor serie     | Mejor actuación en una película             | Mejor actuación en una película             | Mejor actuación en una serie         |                                      |
| Año  | Conductor(es)                         | Mejor película                                      | Mejor serie     | Femenina                                    | Masculina                                   | Mejor actuación en una serie         |                                      |
| ---- | ------------------------------------- | --------------------------------------------------- | --------------- | ------------------------------------------- | ------------------------------------------- | ------------------------------------ | ------------------------------------ |
| 1992 | Dennis Miller                         | Terminator 2: el juicio final                       | —               | Linda Hamilton                              | Arnold Schwarzenegger                       | —                                    | —                                    |
| 1993 | Eddie Murphy                          | A Few Good Men                                      | —               | Sharon Stone                                | Denzel Washington                           | —                                    | —                                    |
| 1994 | Will Smith                            | Menace II Society                                   | —               | Janet Jackson                               | Tom Hanks                                   | —                                    | —                                    |
| 1995 | Jon Lovitz Courteney Cox              | Pulp Fiction                                        | —               | Sandra Bullock                              | Brad Pitt                                   | —                                    | —                                    |
| 1996 | Ben Stiller Janeane Garofalo          | Seven                                               | —               | Alicia Silverstone                          | Jim Carrey                                  | —                                    | —                                    |
| 1997 | Mike Myers                            | Scream                                              | —               | Claire Danes                                | Tom Cruise                                  | —                                    | —                                    |
| 1998 | Samuel L. Jackson                     | Titanic                                             | —               | Neve Campbell                               | Leonardo DiCaprio                           | —                                    | —                                    |
| 1999 | Lisa Kudrow                           | There's Something About Mary                        | —               | Cameron Diaz                                | Jim Carrey                                  | —                                    | —                                    |
| 2000 | Sarah Jessica Parker                  | The Matrix                                          | —               | Sarah Michelle Gellar                       | Keanu Reeves                                | —                                    | —                                    |
| 2001 | Jimmy Fallon Kirsten Dunst            | Gladiator                                           | —               | Julia Roberts                               | Tom Cruise                                  | —                                    | —                                    |
| 2002 | Sarah Michelle Gellar Jack Black      | El Señor de los Anillos: la Comunidad del Anillo    | —               | Nicole Kidman                               | Will Smith                                  | —                                    | —                                    |
| 2003 | Seann William Scott Justin Timberlake | El Señor de los Anillos: las dos torres             | —               | Kirsten Dunst                               | Eminem                                      | —                                    | —                                    |
| 2004 | Lindsay Lohan                         | El Señor de los Anillos: el retorno del Rey         | —               | Uma Thurman                                 | Johnny Depp                                 | —                                    | —                                    |
| 2005 | Jimmy Fallon                          | Napoleon Dynamite                                   | —               | Lindsay Lohan                               | Leonardo DiCaprio                           | —                                    | —                                    |
| 2006 | Jessica Alba                          | Wedding Crashers                                    | —               | Isla Fisher                                 | Jake Gyllenhaal                             | —                                    | —                                    |
| 2007 | Sarah Silverman                       | Pirates of the Caribbean: Dead Man's Chest          | —               | Johnny Depp                                 | Johnny Depp                                 | —                                    | —                                    |
| 2008 | Mike Myers                            | Transformers                                        | —               | Elliot Page                                 | Will Smith                                  | —                                    | —                                    |
| 2009 | Andy Samberg                          | Crepúsculo                                          | —               | Kristen Stewart                             | Zac Efron                                   | —                                    | —                                    |
| 2010 | Aziz Anzari                           | The Twilight Saga: New Moon                         | —               | Kristen Stewart                             | Robert Pattinson                            | —                                    | —                                    |
| 2011 | Jason Sudeikis                        | The Twilight Saga: Eclipse                          | —               | Kristen Stewart                             | Robert Pattinson                            | —                                    | —                                    |
| 2012 | Russell Brand                         | The Twilight Saga: Breaking Dawn - Part 1           | —               | Jennifer Lawrence                           | Josh Hutcherson                             | —                                    | —                                    |
| 2013 | Rebel Wilson                          | The Avengers                                        | —               | Jennifer Lawrence                           | Bradley Cooper                              | —                                    | —                                    |
| 2014 | Conan O'Brien                         | Los juegos del hambre: en llamas                    | —               | Jennifer Lawrence                           | Josh Hutcherson                             | —                                    | —                                    |
| 2015 | Amy Schumer                           | Bajo la misma estrella                              | —               | Shailene Woodley                            | Bradley Cooper                              | —                                    | —                                    |
| 2016 | Dwayne Johnson Kevin Hart             | Star Wars: Episodio VII - El despertar de la Fuerza | —               | Charlize Theron                             | Leonardo DiCaprio                           | —                                    | —                                    |
| 2017 | Adam DeVine                           | La bella y la bestia                                | Stranger Things | Emma Watson - La bella y la bestia          | Emma Watson - La bella y la bestia          | Millie Bobby Brown - Stranger Things | Millie Bobby Brown - Stranger Things |
| 2018 | Tiffany Haddish                       | Black Panther                                       | Stranger Things | Chadwick Boseman - Black Panther            | Chadwick Boseman - Black Panther            | Millie Bobby Brown - Stranger Things | Millie Bobby Brown - Stranger Things |
| 2019 | Zachary Levi                          | Avengers: Endgame                                   | Game of Thrones | Lady Gaga - A Star Is Born                  | Lady Gaga - A Star Is Born                  | Elisabeth Moss - The Handmaid's Tale | Elisabeth Moss - The Handmaid's Tale |
| 2021 | Leslie Jones Nikki Glaser             | A todos los chicos: Para siempre                    | WandaVision     | Chadwick Boseman - Ma Rainey's Black Bottom | Chadwick Boseman - Ma Rainey's Black Bottom | Regé-Jean Page - Bridgerton          | Regé-Jean Page - Bridgerton          |
| 2022 | Vanessa Hudgens Tayshia Adams         | Spider-Man: No Way Home                             | Euphoria        | Tom Holland - Spider-Man: No Way Home       | Tom Holland - Spider-Man: No Way Home       | Sophia Di Martino - Loki             | Sophia Di Martino - Loki             |
| 2023 | —                                     | Scream VI                                           | The Last of Us  | Tom Cruise - Top Gun: Maverick              | Tom Cruise - Top Gun: Maverick              | Joseph Quinn - Stranger Things       | Joseph Quinn - Stranger Things       |

## Parodias
| Año | Película | Actuaciones | Ver                |
| --- | --- | --- | ------------------ |
| 1995 | Pulp Fiction | Lawrence Hilton-Jacobs Robert Hegyes Ron Palillo |                    |
| 1996 | Twister | Ben Stiller Janeane Garofalo Jay Leno |                    |
| 1996 | Braveheart | Bob Newhart |                    |
| 1996 | Clueless | The Golden Girls |                    |
| 1996 | Seven | William Shatner (en los tres roles) |                    |
| 1996 | Entrevista con el vampiro | Adam West Frank Gorshin |                    |
| 1997 | The Lost World: Jurassic Park | |                    |
| 1997 | Romeo + Juliet | Mike Myers Jenny McCarthy |                    |
| 1997 | Scream | |                    |
| 1998 | Godzilla, Taxi (combinados en un video) | Christopher Lloyd (como Jim Ignatowski) |                    |
| 1998 | Dawson's Creek | |                    |
| 1998 | Armagedd'NSync (Armageddon) | 'N Sync Lisa Kudrow Clint Howard | Creator's web-site |
| 1999 | Star Wars: Episodio I - La amenaza fantasma | Lisa Kudrow (ella misma) Andy Dick |                    |
| 1999 | Mezcla de Risky Business, Ferris Bueller's Day Off, She's All That , I Know What You Did Last Summer, Sixteen Candles, Varsity Blues, The Breakfast Club y Cruel Intentions | Alyson Hannigan Jaime Pressly Chris Owen Charlie O'Connell |                    |
| 2000 | Sex and the Matrix (Sex and the City y The Matrix, combinados) | Sarah Jessica Parker (como Carrie Bradshaw) Jimmy Fallon (Neo) Vince Vaughn ("White Rabbit")                                                                                        |                    |
| 2000 | Misión imposible 2 | Ben Stiller (como Tom Crooze, doble de Tom Cruise) | Creator's web-site |
| 2001 | Náufrago | Andy Dick | Creator's web-site |
| 2001 | The Mummy Returns | Jimmy Fallon Snoop Dogg Kirsten Dunst Rob Schneider Oded Fehr |                    |
| 2001 | Burla de Adam Sandler | Adam Sandler Jimmy Fallon Britney Spears Kirsten Dunst |                    |
| 2002 | Lord of the Rings (El Señor de los Anillos: la Comunidad del Anillo) | Jack Black (como Jack El Elfo - Portadores del Anillo) Sarah Michelle Gellar (Arwen)                                                                                                | Creator's web-site |
| 2002 | Jack Black: Spider-Man (Spider-Man) | Jack Black (como Spider-Man) Sarah Michelle Gellar (Mary Jane Watson / Mujer Maravilla)                                                                                             | Creator's web-site |
| 2002 | La habitación del pánico | Jack Black Will Ferrell | Creator's web-site |
| 2003 | MTV: Reloaded (The Matrix Reloaded) | Justin Timberlake (como "un Elegido") Seann William Scott ("un Elegido", Agente Scott) Will Ferrell (Larry el Arquitecto) Randall Duk Kim (Cerrajero) Wanda Sykes (Oráculo)         | Creator's web-site |
| 2004 | Kill Bill: Volumen 2 | Lindsay Lohan Andy Dick |                    |
| 2005 | Star Wars: Episodio III - La venganza de los Sith | Jimmy Fallon (como Anakin Skywalker) | Creator's web-site |
| 2005 | Batman Begins | Jimmy Fallon Jon Heder (como Napoleon Dynamite) Andy Dick | Creator's web-site |
| 2006 | Misión imposible 3 | Jessica Alba Topher Grace Flavor Flav | Creator's web-site |
| 2006 | King Kong | Jessica Alba | Creator's web-site |
| 2006 | El código Da Vinci | Jessica Alba (como Sophie Neveu) Jimmy Fallon (como Jacques Saunière y Robert Langdon) Andy Dick (como Silas) Ron Perlman (el mismo) Gary Cole (el mismo) Chris Daughtry (el mismo) | Creator's web-site |
| 2007 | Transformers, The Devil Wears Prada, Dreamgirls, Babel, En busca de la felicidad, The Departed y 300                                                                        | Optimus Prime Sarah Silverman Shia LaBeouf Jennifer Hudson Meryl Streep Brad Pitt Will Smith Leonardo DiCaprio Jack Nicholson Matt Damon Gerard Butler                              |                    |
| 2008 | Iron Man, Kung Fu Panda y Tropic Thunder | Robert Downey Jr. Jack Black Ben Stiller |                    |
| 2009 | Crepúsculo, Star Trek, Slumdog Millionaire, The Reader y Precious | Andy Samberg Robert Pattinson Aziz Ansari Taylor Swift Justin Timberlake |                    |
| 2010 | Precious y The Blind Side | Aziz Ansari Quinton Aaron Jae Head Mo'Nique Paula Patton Justin Bieber |                    |
| 2011 | The Hangover Part II, Black Swan, 127 Hours, The social network y The Twilight Saga: Eclipse                                                                                | Jason Sudeikis Taylor Lautner Justin Bartha Chelsea Handler Natalie Portman Mila Kunis Justin Timberlake James Franco Eva Mendes                                                    |                    |
| 2013 | Los miserables, Life of Pi y Magic Mike | Rebel Wilson Anne Hathaway Suraj Sharma Matthew McConaughey |                    |
| 2018 | Black Panther, Star Wars: The Last Jedi y A Quiet Place | Tiffany Haddish Queen Latifah Jada Pinkett Smith Lil Rel Howery |                    |
| 2019 | Nosotros y Game of Thrones | \| Zachary Levi June Diane Raphael Faithe Herman Ian Chen Emilia Clarke Jacob Anderson Kit Harington Peter Dinklage \|                                                              |                    |
| 2021 | WandaVision, One Night in Miami, Promising Young Woman | Randall Park Kat Dennings Carl Winslow Faithe Herman Laura Winslow |                    |
| Zachary Levi June Diane Raphael Faithe Herman Ian Chen Emilia Clarke Jacob Anderson Kit Harington Peter Dinklage | | |                    |